# Saline (Michigan)
Saline – miasto w Stanach Zjednoczonych, w stanie Michigan, w hrabstwie Washtenaw.